# Cyclosa angusta
Cyclosa angusta är en spindelart som beskrevs av Akio Tanikawa 1992. Cyclosa angusta ingår i släktet Cyclosa och familjen hjulspindlar. Inga underarter finns listade i Catalogue of Life.